# Мюнхенска резиденция
Мюнхенската резиденция (на немски: Münchner Residenz) е градски дворец в центъра на Мюнхен, резиденция на баварските херцози, курфюрстове и крале. Днес тя е от най-значимите музеи на изкуството в Европа.
Дворецът има десет двора и се дели на три главни комплекси: Königsbau, Maximilianische Residenz (също Alte Residenz) и Festsaalbau (към Hofgarten). Музеят на Резиденцията има 130 изложбени зали.
Херцог Вилхелм IV от фамилията Вителсбахи разширява стария дворец Neuveste и създава Дворцовата градина (Hofgarten).
Максимилиан I разширява резиденцията, като тя бива превърната в най-големия и най-импозантния дворец в рамките на империята. Той добавя и два параклиса към нея, като единият, Reiche Kapelle (Богат параклис), е и мястото за религиозни реликви. Салонът на Херкулес бива превърнат в парадна зала. В двора на Резиденцията бива изградена градина по френски модел, в средата на която се издига храм, украсен в средата с фонтан, върху който е разположена бронзова статуя, олицетворяваща Бавария – Tellus bavarica, Баварската земя.
През 1607 г. Максимилиан I създава личен музей в сърцевината на Резиденцията, който събира ювелирни изделия, творения от слонова кост и картини, като предпочитаните от херцога стилове са късна готика и ренесанс.
Покоите на Хенриета Аделхайд Савойска, съпруга на Фердинанд Мария са подредени от Енрико Дзукали – ученик на Бернини. През 1653 г. в Резиденцията е разположена оперна сцена.
През 1674 и 1729 г. пожари повреждат сградата. При реконструкцията ѝ най-значително влияние има архитекта Франсоа Кювилие, който проектира „Залата на съкровището“ (1730-1733 г.), „Богатите зали“ (Reiche Zimmer), парадни зали, спалня по версайски модел, „Зелената галерия“ (Grüne Gallerie). След пожар от 1750 г., засегнал зала „Георг“, в която са се играли оперни представления, Кювилие добавя истинска сцена към Резиденцията, което е и най-големият му шедьовър.
По времето на Лудвиг I архитектът Леополд фон Кленце работи по нова фасада на Резиденцията, по подобие на флорентинския Палацо Пити.

По времето на Лудвиг II покривът е заменен с огромен кораб от стъкло, висок 10 метра. Под него се намира зимна градина с дължина 70 метра, в която има езеро, по което се движат лебеди. На брега му има мавърска беседка и индийска кралска шатра, както и изкуствена пещера с водопад.
- Галерия
- Въздушна гледка на Мюнхенската резиденция с Дворцовата градина
- Резиденцията (в крайно дясно), а на заден план град Мюнхен, около 1700 г.
- Мюнхенската резиденция около 1700 г.
- Антиквариумът в Мюнхенската резиденция
- Вътрешен двор
- Императорската зала (никой от собствениците на двореца не е бил император; залата била предвидена за гостна, в случай, че императорът дойде на посещение)
- Резидентският параклис
- Стаята за аудиенции
- Парадната спалня
- Галерията на прадедите
- Зелената галерия
- Резидентският театър
- Малката тронна зала
- Конюшнята към резиденцията
- Църквата „Вси светии“ в източния край на Резиденцията
- Северната страна на Резиденцията с Балната зала
- Дворцовата градина с павилион и фонтан